# Spionkopita
La spionkopita és un mineral de la classe dels sulfurs. Va ser descoberta l'any 1978 al rierol Spionkop (Alberta, Canadà), indret del qual n'agafa el nom.

## Característiques
La spionkopita és un sulfur de coure de fórmula química Cu39S28. Cristal·litza en el sistema trigonal. És de color blau i la seva duresa a l'escala de Mohs és de 2,5 a 3. És molt semblant i està estretament relacionat amb la yarrowita (Cu9S₈), al costat de la qual es va descobrir.
Segons la classificació de Nickel-Strunz, la spionkopita pertany a «02.CA: Sulfurs metàl·lics, M:S = 1:1 (i similars), amb Cu» juntament amb els següents minerals: covel·lita, klockmannita, yarrowita, nukundamita i calvertita.

## Formació i jaciments
La spionkopita ha estat trobada en diferents ambients de formació: com a substituts laminars productes de la meteorització d'anilita i djurleïta en dipòsits de coure vermells estratolligats al rierol Spionkop (Canadà) i en un dipòsit de magnetita-cromita en el si d'un dipòsit de serpentina a Erètria (Grècia). A més d'aquests dos indrets també s'ha trobat spionkopita a Ontario, Alemanya, l'Argentina, Austràlia, Àustria, els Estats Units, Indonèsia, l'Iran, Irlanda, Itàlia, Polònia, el Regne Unit, la República Democràtica del Congo, Suècia, Suïssa i la Xina. A Catalunya se n'ha trobat a Castell-estaó (La Torre de Cabdella, Lleida).
Sol trobar-se associada amb altres minerals com: anilita, djurleïta, yarrowita, tennantita (rierol Spionkop, Canadà) i geerita, calcopirita, pentlandita cobàltica, magnetita, cromita, andradita, clorita i diòpsid (Erètria, Grècia).